# 伊万·加夫里洛维奇·亚历山德罗夫
伊万·加夫里洛维奇·亚历山德罗夫 (羅馬化：Ivan Gavrilovich Aleksandrov；1875年9月1日—1936年5月2日）是一位俄罗斯和苏联工程师，在苏联现代化过程中发挥了重要作用。

## 生平
1920年，亚历山德罗夫参与制定了俄罗斯国家电气化委员会计划（GOELRO）。1921年至1927年，他担任设计组织第聂伯罗斯特罗伊（俄語：或烏克蘭語：），并于1926年设计了第聂伯河上的第聂伯河大坝。从1921年起，他担任苏联国家计划委员会区域化委员会主席，并在格列布·克尔日扎诺夫斯基的支持下担任主任。他利用合理的经济计划而不是“失去主权的残余”，将苏联划分为13个欧洲州和8个亚洲州。
他参与了斯洛文尼亚电气化总体方案的规划，以及贝加尔-阿穆尔铁路的建设规划。
1927年至1930年，他担任莫斯科国立生态工程大学水文、气象和流量调节系主任。
他在莫斯科去世并被埋葬在新圣女公墓。

## 延伸阅读
- Файнбойм, Иосиф Борисович.  [Ivan Gavrilovich Alexandrov] (PDF). Энергия (издательство)（俄语：Госэнергоиздат）. 1955. （原始内容 (PDF)存档于19 October 2023） （俄语）.